# Ciclocalle

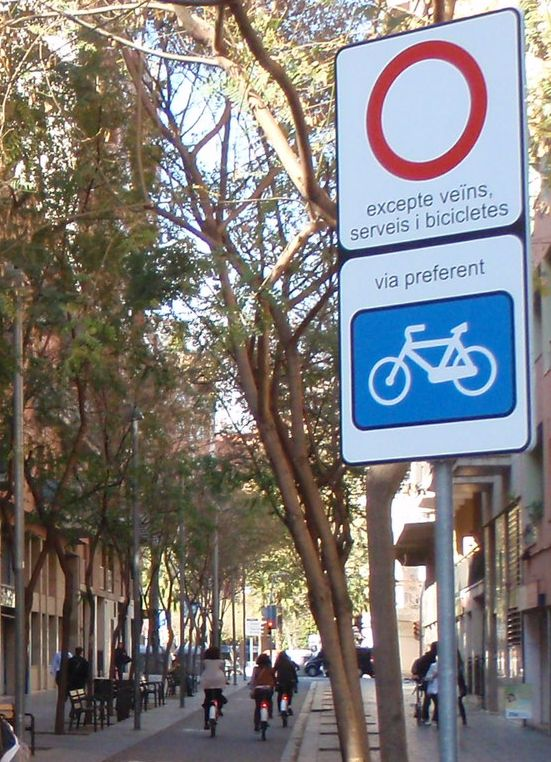
Fotografía de una ciclocalle en Barcelona junto a la señalización vertical de ésta.

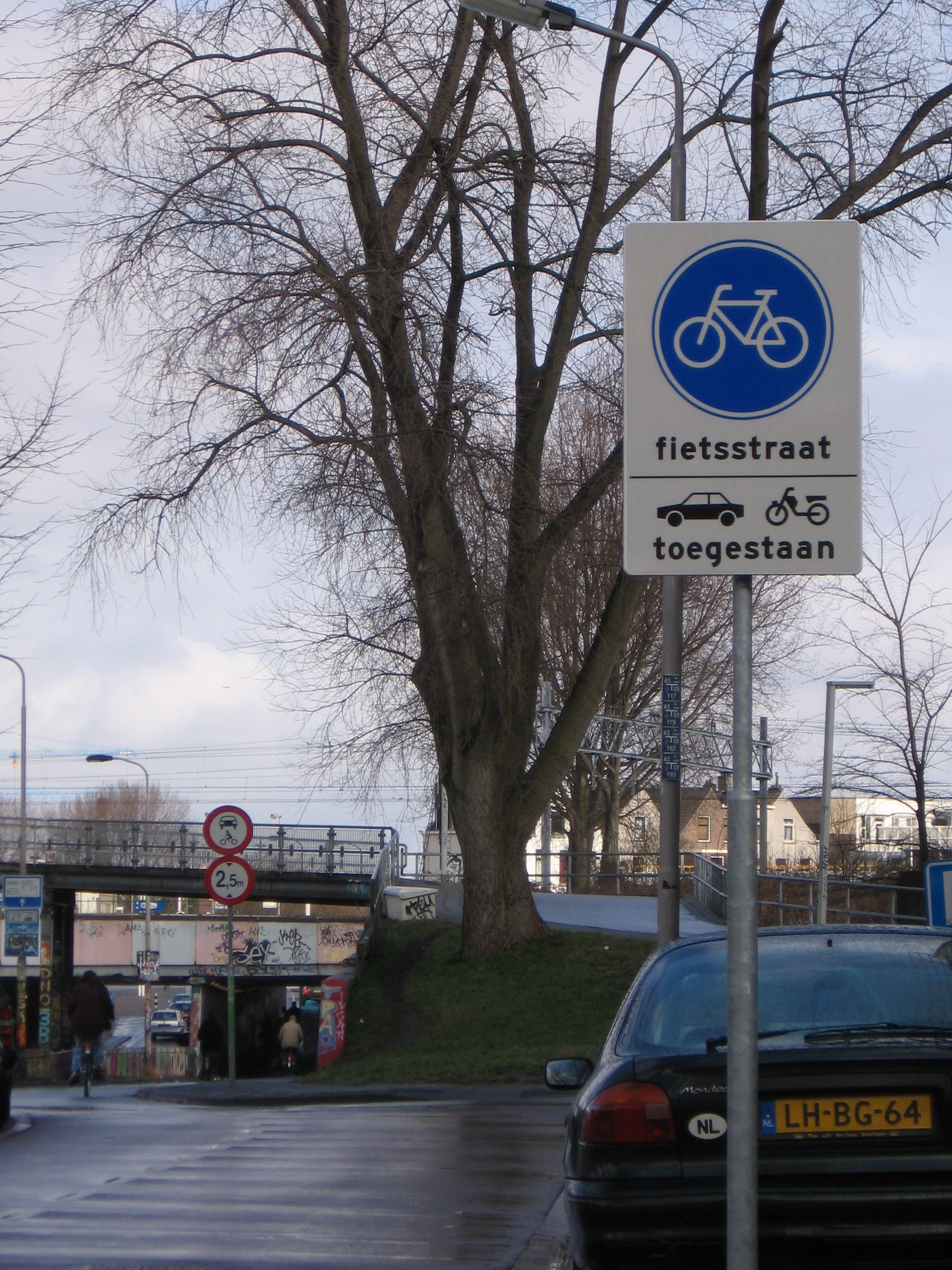
Fotografía de una ciclocalle en los Países Bajos

Una ciclocalle es una calle con la velocidad máxima limitada a 30 km/h donde las bicicletas tienen preferencia sobre el resto de vehículos. Los demás vehículos también tienen permitido el uso de la vía.
También existe una variante llamada ciclocarril donde, en una vía de varios carriles, es tan solo un único carril el que tiene límite de velocidad de 30km/h y donde las bicicletas poseen prioridad sobre los demás vehículos.

## Ventajas
El cometido de una ciclocalle es
- que las bicicletas usen la calzada en vez de la acera.
- proporcionar mayor seguridad para los ciclistas ya que la diferencia de velocidad entre ellas y los vehículos motorizados es menor.
- proporcionar un lugar que invite a usar la bicicleta, ya que los ciclistas se sienten menos intimidados por los vehículos motorizados, y en caso de accidente los daños son menores.
- disuade a los automovilistas de usar tales calles por ser más lentas, proporcionando un espacio seguro para los ciclistas.

Además, su ejecución es rápida y de coste mínimo.

## Desventajas
Hay automovilistas que se ven proclives a pensar que si hay una ciclocalle (o un carril o una acera bici), entonces las calles normales son solo para coches y las bicicletas tienen que usar la ciclocalle. Esto es falso, ya que las bicicletas, como vehículos que son están autorizadas a usar todas las vías urbanas.
Otro problema actual con las ciclocalles es que no hay una señalización coherente, ni entre países, ni entre ciudades de un mismo país.
Se usa a veces el nombre ciclocalle, para referirse a lo que en realidad son ciclocarriles, contando estos ciclocarriles con más desventajas que las ciclocalles.

## Características
Además de cumplir con la definición de ciclocalle, para que la idea de ciclocalle funcione como se espera hay que atender a una serie de medidas.
- Deberá de haber una red lo suficientemente amplia, interconectada con el resto de carriles y aceras bici del municipio.
- Deberán de estar apropiadamente señalizadas, tanto con señalización vertical como horizontal. Los potenciales usuarios deberán conocer de su existencia.
- Se deberá asegurar el cumplimiento del código de circulación por parte de vehículos motorizados y bicicletas.
- En el trazado de las ciclocalles habrá que considerar qué acogida van a tener en cada zona y qué mejoras traerán para la circulación en bicicleta en esa zona.

## Ciclocalles por el mundo

### En Alemania
El código de circulación alemán (StVO) menciona las ciclocalles (Fahrradstraße) ya en 1997.
En el verano de 2014 se contaban más de 140 ciclocalles en toda Alemania, siendo Múnich la ciudad que más ciclocalles tenía.

### España
Ya en 1998 se plantea la posibilidad de trazar una red de ciclocalles en la ciudad de Valencia y tras muchos vericuetos se establece la primera ciclocalle en Valencia el 14 de noviembre de 2008. Esta red de ciclocalles se ha mostrado insuficiente en opinión de algunos activistas de la movilidad urbana, y sugieren entre otros, el uso de badenes para asegurar el cumplimiento de la limitación de velocidad máxima.
En Madrid se empiezan a implementar en torno a 2014. En Medina del Campo cuentan con un plan director de la Bicicleta que menciona las ciclocalles (aunque podría referirse en realidad a la idea de ciclocarril).